# Pemaron (Brebes)
Pemaron is een bestuurslaag in het regentschap Brebes van de provincie Midden-Java, Indonesië. Pemaron telt 4848 inwoners (volkstelling 2010).